# 巴托尔利盖特
巴托尔利盖特，是匈牙利索博尔奇-索特马尔-贝拉格州所辖的一个村。总面积33.30平方公里，总人口689，人口密度20.7人/平方公里（2011年1月1日）。